# 속삭닷컴
속삭닷컴은 대한민국의 국내 최초 성 전문 인터넷신문이다. 코메디닷컴의 관계사인 (주)바디로에서 운영하고 있다.  음지에서 기형적으로 자생하고 있는 성담론을 양지로 끌어올리자는 취지로 2016년 4월 창간했다.